# Gabi Calleja
Gabi Calleja és una activista pels drets homosexuals a Malta. Va estudiar un màster en estudis juvenils i comunitaris a la Universitat de Malta. El 2010 era presidenta del Moviment de Drets Homosexuals de Malta. El 2014 era copresidenta de la Junta Executiva d'ILGA d'Europa, la divisió europea de l'associació internacional de defensa de les persones LGBTI. El 2014 va expressar públicament el seu suport a derogar la llei que obligava les persones trans a ser esterilitzades abans de poder canviar legalment de gènere.
A més de la seva feina en drets homosexuals, també és una executiva superior del sector públic de Malta, i ha treballat en educació, prevenció de drogues, formació, desenvolupament de la comunitat, recaptació de fons i gestió de projectes. El 2005 es va publicar una anàlisi de l'absentisme escolar a Malta, l'Informe de Millora de l'Assistència Escolar, en el qual ella va formar part del grup redactor.
El 2012, va rebre el Premi Internacional Dona Coratge per «la seva tasca excepcional i valenta com a defensora dels drets humans, en particular dels drets de les persones lesbianes, gais, bisexuals i transgènere (LGBT)».